# Salzburger Straße (Bad Reichenhall)
Die Salzburger Straße ist eine Straße in der oberbayerischen Kurstadt Bad Reichenhall.

## Beschreibung

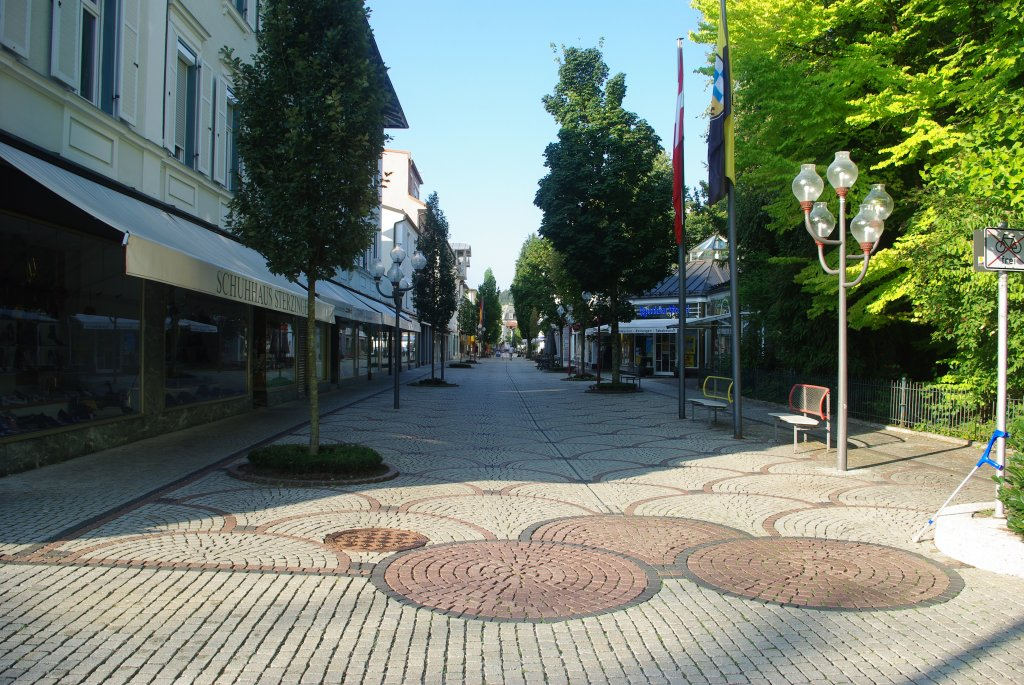
Fußgängerzone in Bad Reichenhall

Die Salzburger Straße befindet sich größtenteils im Bad Reichenhaller Ortsteil St. Zeno, der bis Dezember 1905 eine eigenständige Gemeinde war. Die Straße war bis zum Bau der Umgehungsstraße und des Gablerknotens (heutiger Verkehrsverteiler Nord) an der B 20 und B 21 in den 1960er Jahren die einzige Ausfallstraße in Richtung Salzburg. Gemeinsam mit der Ludwigstraße, der Salinenstraße und der Kammerbotenstraße bildete die Salzburger Straße bis zur teilweisen Umwidmung in eine Fußgängerzone zwischen 1974 und 1976 die Hauptverkehrsachse der Stadt, die daraufhin auf den Straßenzug Münchner Allee – Bahnhofstraße – Wittelsbacherstraße – Innsbrucker Straße verlegt wurde.
Die Salzburger Straße beginnt als direkte Verlängerung der Ludwigstraße in der Fußgängerzone an der Einmündung der Wisbacherstraße und endet nach gut zwei Kilometern als Sackgasse beim Landratsamt. Der Anteil der Salzburger Straße an der Fußgängerzone beträgt etwa 300 Meter, diese endet an der Einmündung der Adolf-Schmid-Straße.
Ein Teil der Salzburger Straße verläuft durch das Ensemble Kurviertel.

## Geschichte

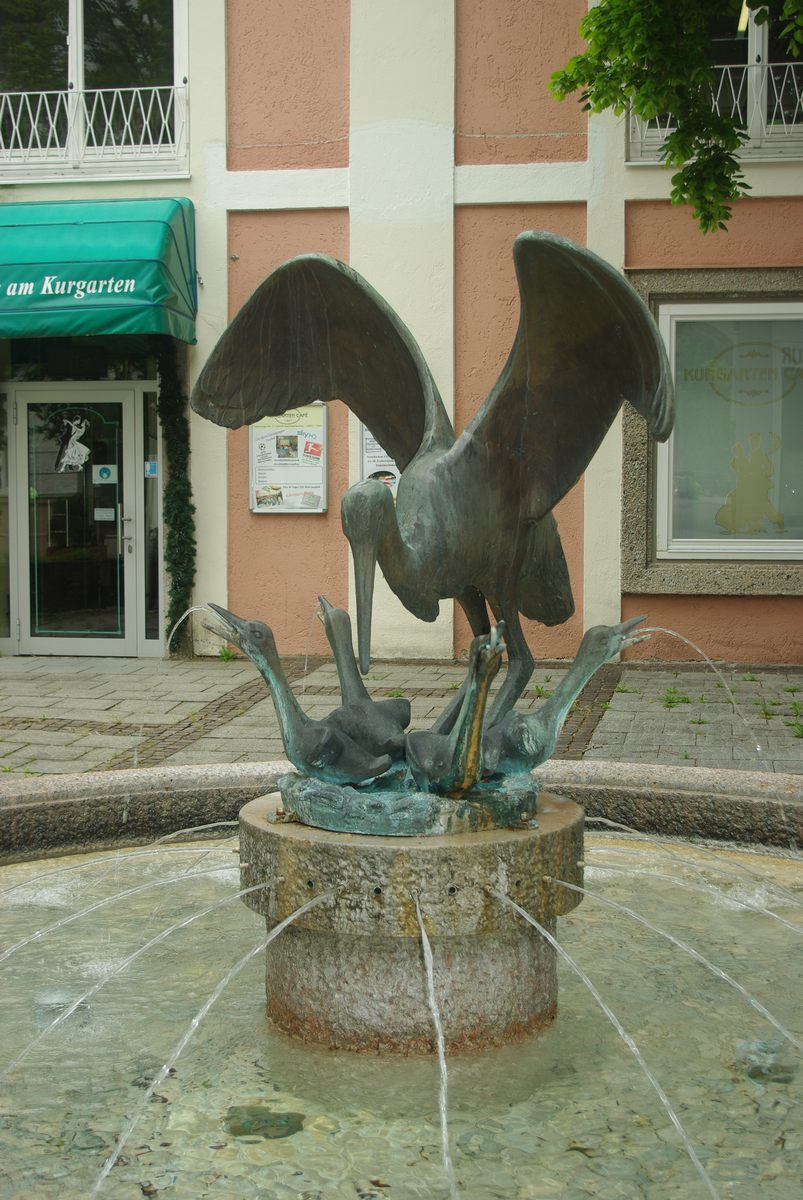
Storchenbrunnen in der Salzburger Straße

Zur Zeit der frühesten Besiedelung des Reichenhaller Tals in der Steinzeit floss die Saalach noch durch das heutige Stadtgebiet und bildete dort ein weitverzweigtes Sumpfgebiet. Die Handelsrouten vom Langackertal und den vorgeschichtlichen Siedlungsplätzen von Karlstein Richtung Osten verliefen damals an den Südhängen des Staufens über den heutigen Strailachweg. Erst die römischen Siedler begannen damit, die Wasser der Saalach von den wertvollen Solequellen unterhalb der heutigen Burg Gruttenstein weg an den nördlichen Rand des Talkessels zu leiten. Damit gewann der Weg, den die Salzburger Straße heute nimmt, an Bedeutung für den Handel in östlicher Richtung und damit in Richtung Salzburg.
810 ließ der Salzburger Erzbischof Arn im Bereich der heutigen Kirche St. Zeno einen Friedhof und eine Kirche bauen. Das Kloster St. Zeno wurde 1136 urkundlich bestätigt, ab 1150 begann man mit dem Bau der neuen Klosterkirche, die 1228 fertiggestellt wurde.
Das Salzburger Tor in der Reichenhaller Stadtmauer befand sich direkt bei der Spitalkirche an der heutigen Poststraße. Das Salzburger Tor lag damit weniger als 100 Meter nördlich der Ludwigstraße, die eine direkte Verlängerung der Salzburger Straße ist.
Ab 1819 befand sich die Glockengießerei der Familie Oberascher an der Salzburger Straße (heute in etwa Rinckstraße 13–19). Bis 1908 wurden dort fast 400 Glocken gegossen. Dieser Bereich der Salzburger Straße hieß im Volksmund lange auch Oberascherkurve.
Das Schloss Achselmannstein wurde beim großen Stadtbrand von 1834 ein Raub der Flammen. Kaspar Reiner, der Leiter der Saline, errichtete an dessen Stelle 1837 ein repräsentatives Wohnhaus. Dieses Haus war der Ausgangspunkt für die Sole- und Molkenkuranstalt Achselmannstein, die Reiners Schwiegersohn Ernst Rinck am 15. Mai 1846 eröffnete. Ab 1868 wurde durch Carl von Effner der Reichenhaller Kurgarten gestaltet, der direkt an die Salzburger Straße grenzt.
Bis zum Ende des 19. Jahrhunderts war die Gemeinde St. Zeno und damit auch dieser Bereich um die Salzburger Straße – mit Ausnahme von Kloster und Stiftskirche – überwiegend ländlich geprägt. Mit dem Aufschwung des Kurbetriebs in Bad Reichenhall wuchs die Stadt immer weiter in Richtung St. Zeno. Insbesondere im Bereich der heutigen Rinck-, Mack- und Mozartstraße und damit auch in unmittelbarer Nähe des Bahnhofes entstanden um 1900 viele Villen und Hotels. 1905 wurde St. Zeno eingemeindet.
Nach dem Ende des Ersten Weltkriegs musste Bad Reichenhall auf Veränderungen in der Gesellschaft und damit auch seiner Gäste reagieren, die vor dem Krieg zum großen Teil aus wohlhabenden Adligen aus Europa und Russland bestanden. 1928 wurde das Kurmittelhaus als zentraler Kurbetrieb direkt gegenüber dem Hotel Axelmannstein eröffnet. Für den Neubau wurde das nach dem Weltkrieg in wirtschaftliche Schwierigkeiten gekommene Grandhôtel Burkert von der Stadt erworben und abgerissen.

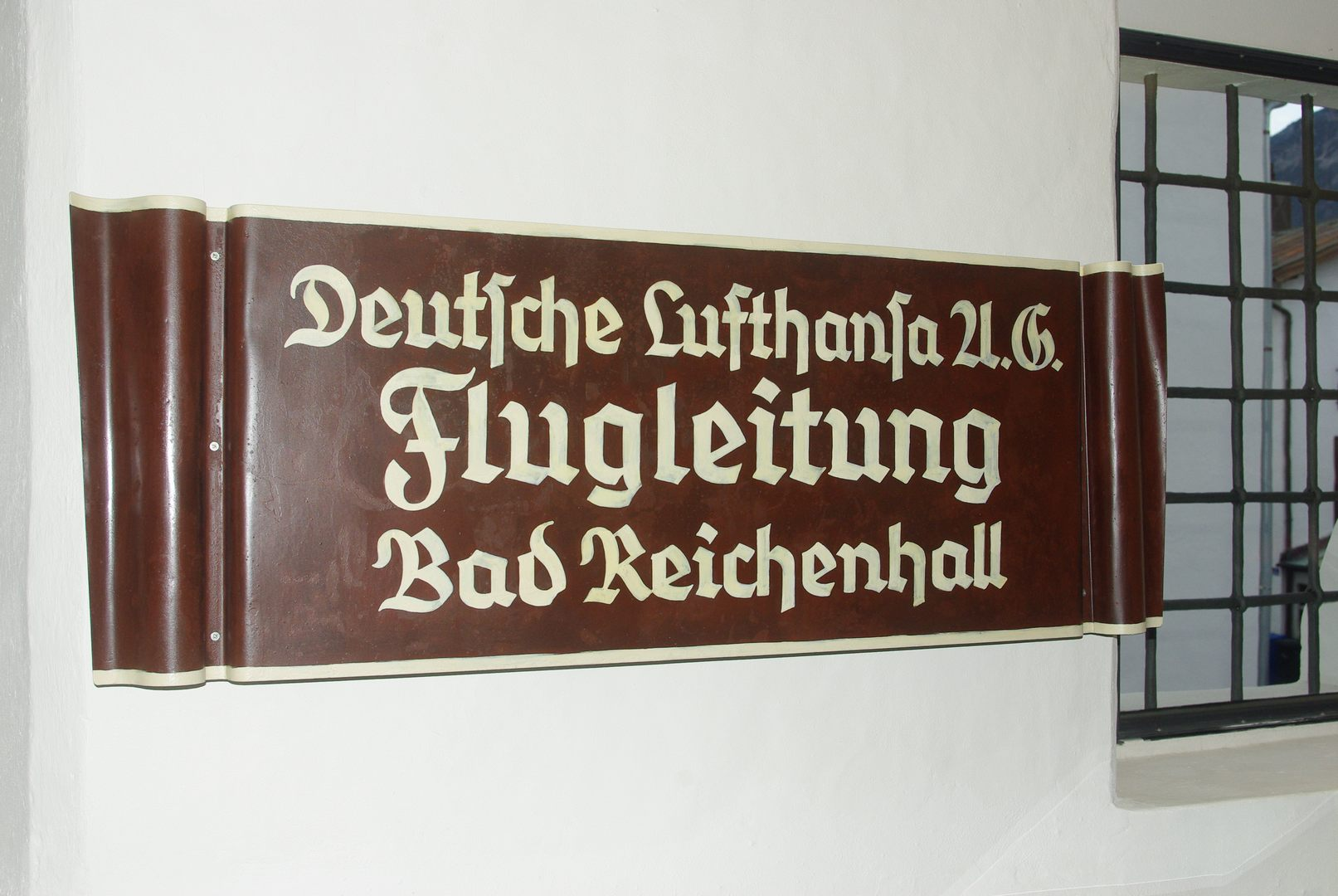
Ein Schild des Flugplatzes Mayerhof

Am 2. Mai 1925 wurde an der Salzburger Straße der Flugplatz Mayerhof eröffnet. Die Flugzeughalle befand sich bei der Gaststätte Mayerhof, heute in etwa Marzoller Weg 2. Für die Start- und Landebahn wurden Wiesen der Bauern gepachtet, diese befand sich im Bereich des heutigen Froschhamer Wegs. Der Linienbetrieb von München-Oberwiesenfeld wurde 1931 eingestellt, bis 1939 wurde der Flugplatz nur noch für Rundflüge genutzt.

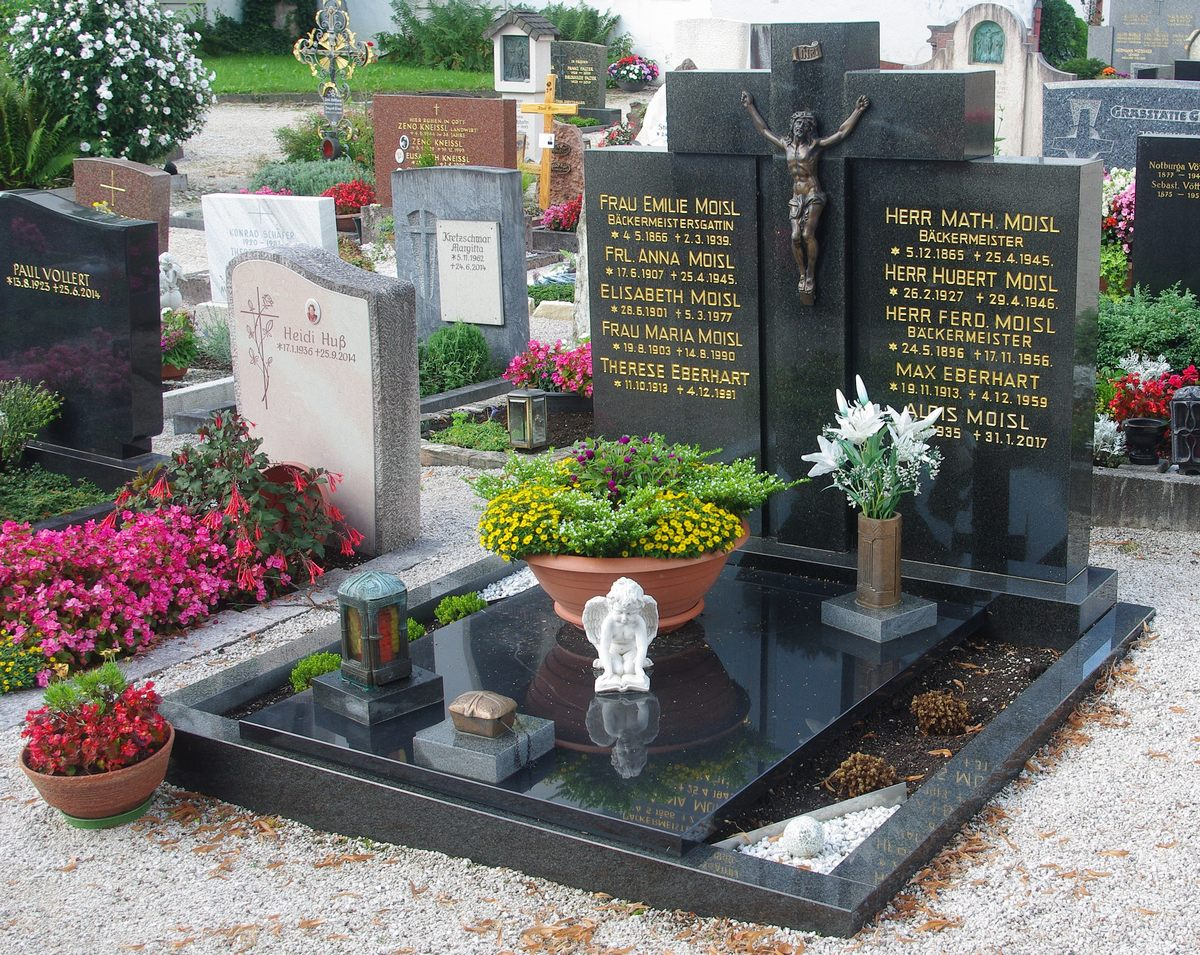
Anna und Mathias Moisl starben beim Luftangriff im Haus Nr. 48; Grab auf dem Friedhof St. Zeno.

Beim Luftangriff auf Bad Reichenhall am 25. April 1945 gab es im Bereich der Salzburger Straße zum Teil erhebliche Schäden. Die Gebäude Salzburger Straße 3, 5 und 48 wurden total zerstört, die Häuser Salzburger Straße 4 (Hotel Axelmannstein), 42, 44 ½ und 53 trugen schwere Schäden davon, die Häuser Salzburger Straße 6, 7 ½ (Wandelhalle), 8, 10, 20 (Villa Hortensia), 28 (Villa Karg), 39, 42 ½, 47, 50 (Klosterlehen), 61, 62 und 75 erlitten leichte Schäden. Da in der Moisl-Kurve in der Salzburger Straße auch eine Hauptwasserleitung getroffen wurde fielen dort – wie an vielen anderen Stellen in der Stadt – die meisten Hydranten aus, was die Bekämpfung der durch Brandbomben verursachten Feuer erheblich erschwerte. In der Salzburger Straße starben mindestens acht Menschen an den direkten Folgen des Luftangriffs.
Am Morgen des 4. Mai 1945 trafen sich Bürgermeister Karl Weiß, Bankdirektor Mehlkopf sowie der seit einer Verwundung in einem Bad Reichenhaller Lazarett untergebrachte Major der Gebirgstruppen Otto Eidt mit zwei weiteren Offizieren bei der Kirche St. Zeno. Eidt und die beiden Offiziere gingen über die Salzburger Straße als Parlamentäre der ersten vorrückenden kleinen US-amerikanischen Einheit entgegen, um die Stadt kampflos zu übergeben.
In den 1960er und 1970er Jahren herrschte auf den ehemaligen Feldern der Bauern von St. Zeno entlang der Salzburger Straße eine rege Bautätigkeit, durch viele neue Wohnblocks verlor der Ortsteil seinen ländlichen Charakter. Zwischen 1974 und 1976 wurden Teile der Salzburger Straße und die Ludwigstraße in die erste Fußgängerzone der Stadt umgewidmet. Der Storchenbrunnen zwischen Hotel Axelmannstein und dem Kurmittelhaus entwarf der Salzburger Bildhauer Alois Lidauer kurz vor seinem Tod, den Brunnen stiftete die staatliche Kurverwaltung 1976 für die neue Fußgängerzone. Für die Gestaltung der Fußgängerzone wurde Bad Reichenhall 1979 mit dem Europa-Nostra-Preis ausgezeichnet.

## Nahverkehr
Die Stadtwerke Bad Reichenhall fahren mit der Stadtbuslinie 2 (Thumsee – Karlstein – Bad Reichenhall – Staufenbrücke – Piding) und der Citybuslinie 4 (Rupertustherme – Mayerhof) in der Salzburger Straße die Haltestellen Klingerweg und Friedhof an.

## Baudenkmäler
Direkt an der Salzburger Straße befinden sich viele Baudenkmäler, die in die Liste der Baudenkmäler in Bad Reichenhall eingetragen sind. Zu den bekanntesten gehören neben der Kirche St. Zeno – der größten romanischen Basilika Altbayerns – mit angeschlossenem Friedhof St. Zeno das Hotel Axelmannstein und das staatlich-städtische Kurmittelhaus. Der Bad Reichenhaller Kurgarten grenzt direkt an die Salzburger Straße, weitere Baudenkmäler in der Nähe sind neben dem Kloster St. Zeno das Hotel Erika sowie mehrere Villen in der Wisbacherstraße, der Mackstraße, der Rinckstraße und der Mozartstraße. Die Salzburger Straße verläuft zudem durch das Ensemble Kurviertel.
| Adresse            | Name                | Beschreibung | erbaut          | Lage | Bild |
| ------------------ | ------------------- | --- | --------------- | ---- | ---- |
| Salzburger Str. 4  | Hotel Axelmannstein | Als Sole- und Molkenkuranstalt Achselmannstein ab 1846 erstes Badehotel der Stadt Reichenhall; Neubau ab 1909; gilt als „Wiege des Kurorts“. Das Hotel steht mit Nebengebäuden, dem Park, den Kolonnaden, den Pavillons und Ladenzeilen, dem Arkadengang, den Denkmälern für Rinck und von Miller sowie dem Carolusbrunnen unter Denkmalschutz. | 1909–1911       | ▼    |      |
| Salzburger Str. 7  | Kurmittelhaus       | Vierflügelanlage von Max Littmann um zwei Innenhöfe, in modern-sachlichen Formen errichtet. | 1927–1928       | ▼    |      |
| Salzburger Str. 17 | Arztvilla           | Zweigeschossiger Walmdachbau mit bauzeitlicher Einfriedung von Franz Zell. | 1913            | ▼    |      |
| Salzburger Str. 18 | Villa Vakuna        | Villa mit Eckerkerturm, Neurenaissance-Putzgliederung und mehrgeschossigen Balkons. | 1902            | ▼    |      |
| Salzburger Str. 20 | Villa Hortensia     | Zweigeschossiger Neurenaissancebau mit Mezzanin, Schweifgiebel, Eckerkerturm und Balkonen und schmiedeeiserner Einfriedung. | 1902            | ▼    |      |
| Salzburger Str. 21 | Gasthof Hofwirt     | Dreigeschossiger Bau mit Mansard-Halbwalmdach, Fassade 1827, im Kern älter; Salettl, eingeschossiger massiver Satteldachbau mit Zierfachwerkgiebel und Vordach, 1917, rückwärtiger Anbau 1921; Wirtsgarten, 1917. | 1827–1921       | ▼    |      |
| Salzburger Str. 28 | Villa Karg          | Klassizistischer Gruppenbau mit Giebelrisaliten und Belvedereturm, Eingang mit eisernem Vordach, Terrasse mit eisernem Pavillon. Mit Parkanlage, sogenannter Karlspark, gleichzeitig. | 1869            | ▼    |      |
| Salzburger Str. 32 | Kirche St. Zeno     | Ehem. Augustiner-Chorherren-Stiftskirche, dreischiffige romanische Basilika mit halbrundem Chorschluss; mit Ausstattung. Größte Kirche in Bad Reichenhall, gilt heute als größte romanische Basilika Altbayerns. | ab 1136         | ▼    |      |
| Salzburger Str. 34 | Friedhof St. Zeno   | Alter Teil des Friedhofs aus dem 19. Jahrhundert mit Friedhofsmauer und Grabdenkmälern des 19. Jahrhunderts und frühen 20. Jahrhunderts. Ebenfalls unter Denkmalschutz stehen das Kriegerdenkmal von 1871 und die Grabsäule für Johannes Nepomuk Peter von 1904.                                                                                | 19. Jahrhundert | ▼    |      |
| Salzburger Str. 50 | Ehem. Klosterlehen  | Einfirsthof, zweigeschossiger Flachsatteldachbau, frühes 19. Jahrhundert, im Kern wohl noch 17. Jahrhundert. | 17. Jahrhundert | ▼    |      |
| Salzburger Str. 58 | Bauernhaus          | Massivbau mit Flachsatteldach und Widerkehr. | 18. Jahrhundert | ▼    |      |

## Bodendenkmäler
Neben den Baudenkmälern befinden sich in der Salzburger Straße auch mehrere Bodendenkmäler, die in der Denkmalliste für Bad Reichenhall verzeichnet sind. Neben untertägigen Befunden im Bereich der Kirche St. Zeno und des Hotels Axelmannstein handelt es sich um die abgegangenen Kirchen St. Maria (nordwestlich der Einmündung der Klosterstraße) und St. Michael (südlich Einmündung Rinckstraße).

## Trivia

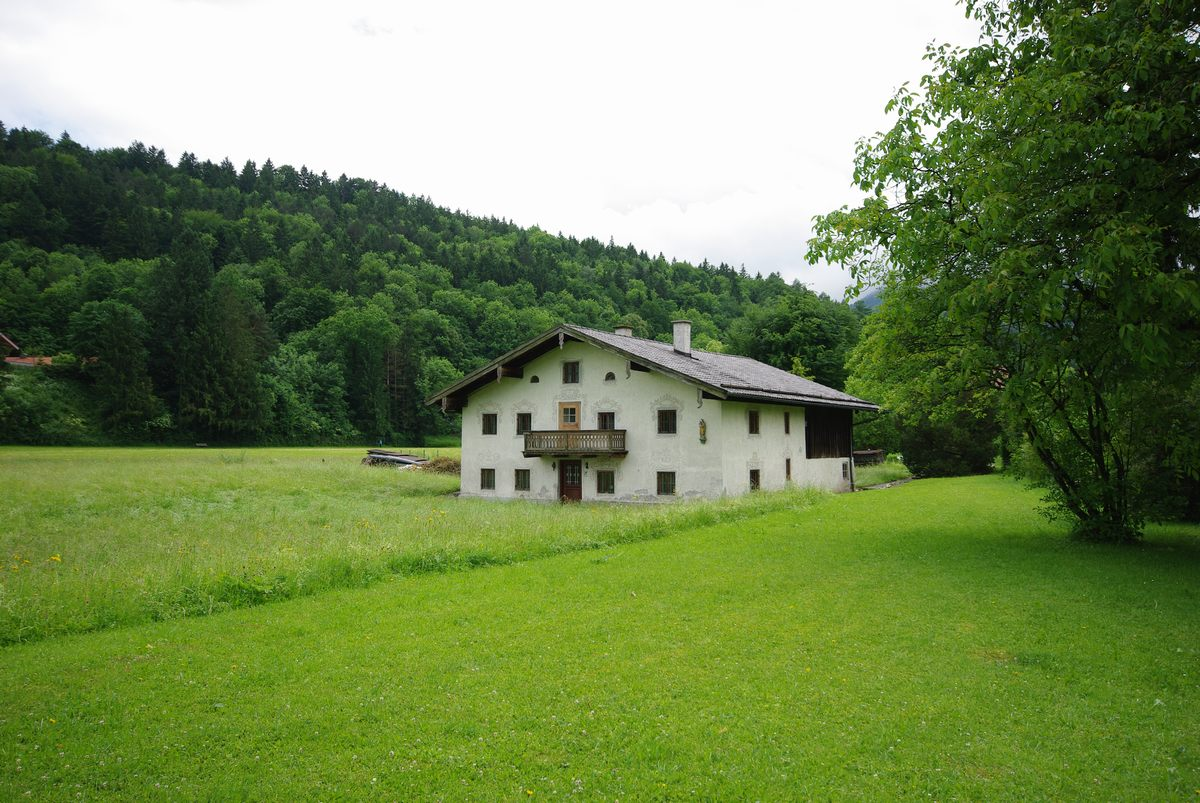
Klosterlehen in der Salzburger Straße

In der Salzburger Straße entstanden im Herbst 2017 einige Szenen zum Fernsehfilm Rufmord mit Rosalie Thomass in der Hauptrolle. Als Kulisse diente das zu dieser Zeit nicht bewohnte denkmalgeschützte Klosterlehen in der Salzburger Straße 50.